# Hemidactylus paucifasciatus
Hemidactylus paucifasciatus — вид ящірок з родини геконових (Gekkonidae). Описаний у 2023 році.

## Поширення
Ендемік Індії. Поширений на плато Чхота-Нагпур у штаті Одіша на сході країни. Відомий з чотирьох зразків, що зібрані на території храму Гадачанді у місті Анандапур.

## Опис
Тіло завдовжки до 117,7 мм, не враховуючи хвоста.